# Bussjön (Bygdeå socken, Västerbotten)
Bussjön är en våtmark tidigare sjö i Robertsfors kommun i Västerbotten och ingår i Dalkarlsån-Sävaråns kustområde.